# Fritzi Schwingl
Fritzi Schwingl   (Viena, 28 de juliol de 1921 - Kötschach-Mauthen, 9 de juliol de 2016) fou una piragüista d'aigües tranquil·les i eslàlom austríaca que va competir durant les dècades de 1940 i 1950.
El 1948 va prendre part en els Jocs Olímpics d'Estiu de Londres, on guanyà la medalla de bronze en la prova del K-1, 500 metres del programa de piragüisme, rere Karen Hoff i Alida Anker.
En el seu palmarès també destaquen dues medalles de plata i dues de bronze al Campionat del Món de piragüisme en aigües tranquil·les i tres d'or, dues de plata i dues de bronze al Campionat del Món de piragüisme d'eslàlom. Guanyà 33 campionats nacionals. El 1954 fou escollida esportista austríaca de l'any.El 1992 va rebre l'Orde d'Or al Mèrit de la República d'Àustria.